# Paul Gauduchon
Paul Gauduchon (* 22. März 1945) ist ein französischer Mathematiker, der sich mit Differentialgeometrie befasst.

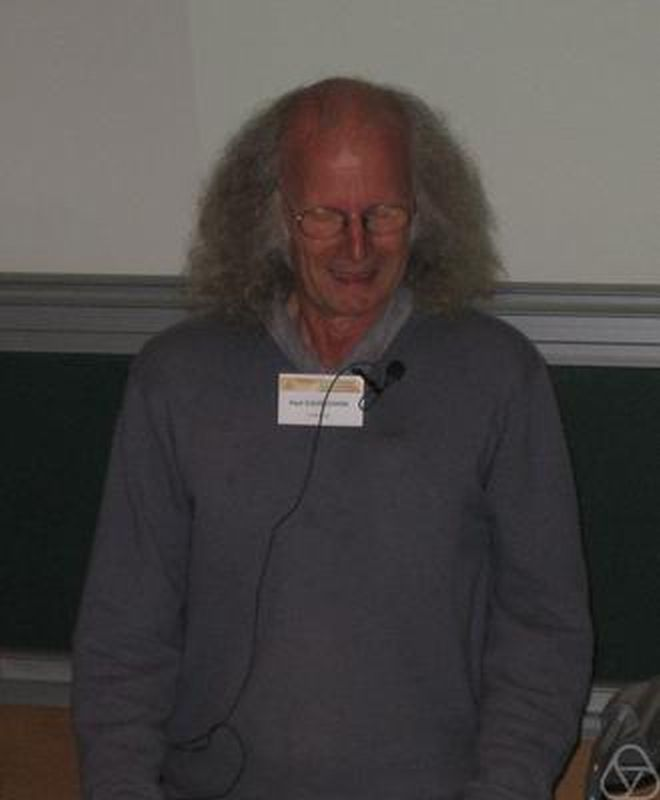
Paul Gauduchon, Bures-sur-Yvette 2007

Gauduchon studierte ab 1965 an der Elitehochschule École polytechnique und forschte ab 1968 für das CNRS. 1975 promovierte er (Doctor d´Etat) bei André Lichnerowicz an der Universität Paris VII (Sur quelques proprietes des fibres holomorphes) und habilitierte sich 1986. Seit 1990 ist er Forschungsdirektor des CNRS am Centre de Mathématiques der École Polytechnique in Palaiseau bei Paris. Er leitet dort die Geometriegruppe und organisiert das nach Arthur Besse benannte Seminar über Riemannsche Geometrie. Außerdem lehrt er am Institut des Mathematiques de Jussieu.
Er führte heute nach ihm benannte Metriken in der Hermiteschen Geometrie (den komplexen Entsprechungen Riemannscher Mannigfaltigkeiten mit hermitescher Metrik) ein (Gauduchon-Metrik).

## Schriften
- mit Marcel Berger, Edmond Mazet Le spectre d'une variété Riemannienne, Springer Verlag, Lecture Notes in Mathematics 194, 1971
- Herausgeber Harmonic Mappings, Twisters, and O-Models, World Scientific 1988